# Synglochis
Synglochis là một chi bướm đêm thuộc họ Geometridae.